# Præsidentvalget i USA 1960
Præsidentvalget i USA 1960 var det 44. præsidentvalg i USA's historie. Valget fandt sted den 8. november 1960. Resultatet blev John F. Kennedy og Lyndon B. Johnson som henholdsvis præsident og vicepræsident i perioden 1961–1965. Vicepræsident Johnson blev præsident efter attentatet mod John F. Kennedy i 1963, og opstillede selv som præsidentkandidat i 1964. Kennedys modstander fra Republikanerne var Richard Nixon, som var vicepræsident under Dwight D. Eisenhower siden 1953. Valget mellem den erfarne Nixon og karismatiske Kennedy blev svært jævnt: Kennedy fik lidt over 100 000 flere stemmer end Nixon, men han fik 4 færre stater. De 22 stater som Kennedy vandt, holdt alligevel til en valgsejr med 303 mod 219 valgmænd. Kennedy fremstod i valgkampen som en reformator og forkæmper for ligerettigheder, mens Nixon fremstod som en kandidat der repræsenterede stabilitet og erfaring. Nixon og Henry Cabot brugte valgsproget "They understand what peace demands" om dem selv.
Nixon stod længe til at vinde valget på meningsmålingene, men tabte til sidst valget. Valgkampen var den første hvor de to hovedkandidater mødtes til en TV-duel. TV-seerne kårede Kennedy som vinder, mens radiolytterne mente at Nixon vandt debattene. Dette kan forklares med kontrasten mellem en ung og frisk Kennedy, og en ældre og usminket Nixon.